# Vuelta a Colombia 2011
La 61.ª edición de la Vuelta a Colombia, se disputó desde el 12 hasta el 26 de junio de 2011.
Integrada al UCI America Tour 2011, tuvo un total de 2.057 km divididos en un prólogo y 13 etapas, la prueba comenzó en La Ceja (Antioquia). La 2ª etapa tuvo dos sectores donde primero se realizó una contrarreloj por equipos entre Cartago y Obando, y luego se disputó la etapa en carretera. Finalizó con una cronoescalada entre Medellín y el Alto de Santa Elena sobre 18 km. Sin embargo, al igual que la pasada edición no llegó a puntuar para dicha clasificación por motivos desconocidos que no se han llegado a publicar, aunque seguramente por no cumplir la normativa UCI de que para otorgar puntos al calendario internacional, deben participar por lo menos cinco equipos extranjeros (todos fueron colombianos).
El ganador fue Félix Cárdenas, quien fue líder de la carrera durante 5 etapas, luego de ganar la 4ª con llegada en Ibagué. Cedió posiciones en la 9ª a manos de Sergio Henao pero quedó ubicado en la 3º posición a solo 9". En la última etapa, la cronoescalada al Alto de Santa Elena, Cárdenas logró recuperar el primer lugar y de esta manera consiguió por primera vez ser el campeón de la Vuelta a Colombia superando por 2" a Giovanni Báez y 36" a Freddy Montaña.
En las demás clasificaciones, Walter Pedraza venció en dos, montaña y regularidad. Jefferson Vargas ganó las metas volantes, Jeffrey Romero la clasificación sub-23 y Boyacá Orgullo de América por equipos. 

## Recorrido
Luego del prólogo en La Ceja, la carrera partió en las cercanías de  Medellín (La Estrella), para dirigirse hacia el sur, internándose en el valle del río Cauca hasta llegar a Yumbo. En la 4.a etapa se subió al Alto de La Línea, puerto fuera de categoría de 21 kilómetros de extensión, llegando a los 3.200 m s. n. m. y se cruzó la Cordillera Central, para luego descender al valle del río Magdalena. A partir de la siguiente etapa la carrera se internó en la Cordillera Oriental a la cual se llegó en la 5.ª etapa con final en Bogotá. Posteriormente recorrieron la Cordillera Oriental rumbo al norte, con etapas en la que siempre se estuvo a más de 2.500 m s. n. m. hasta descender hacia la ciudad de Bucaramanga. San Alberto, fue el punto más al norte de esta edición, tras lo cual se puso rumbo al sur transitando por el valle del río Magdalena hasta Puerto Boyacá. En la 12.ª etapa nuevamente se subió a la Cordillera Central, pasando de los 150 m s. n. m. de Puerto Boyacá a 2.500 m s. n. m. en La Unión, y finalizó con el ascenso desde Medellín al Alto de Santa Elena en la última etapa.

## Equipos participantes
Fueron 15 equipos los que participaron, todos colombianos (sin representaciones extranjeras) llegando a un total de 146 ciclistas de los que 114 arribaron al final.
En abril, fue anunciado  que se enviaron invitaciones a equipos extranjeros como el Acqua & Sapone de Italia y a representaciones de Venezuela, Costa Rica y Ecuador. A finales de mayo se anunció que había 5 equipos extranjeros confirmados, pero finalmente la carrera no contó con estos. La lista de los equipos que participaron es la siguiente:
| Equipo                                        | Cód. UCI | Categoría               |
| --------------------------------------------- | -------- | ----------------------- |
| Boyacá Orgullo de América-Lotería de Boyacá   |          | Aficionado              |
| Colombia es Pasión-472                        | CEP      | Profesional Continental |
| Empresa de Energía de Boyacá S.A. (EBSA)      |          | Aficionado              |
| Formesan-Panachi-Indersantander-ESSA          |          | Aficionado              |
| Fuerzas Armadas-Ejército Nacional             |          | Aficionado              |
| Gobernación de Antioquia-Indeportes Antioquia | GOB      | Continental             |
| Gobernación de Boyacá-Policía Nacional        |          | Aficionado              |
| Grupo Elite El Mago Editores                  |          | Aficionado              |
| GW Shimano                                    |          | Aficionado              |
| IDRD-Liga de Ciclismo de Bogotá-Formesan      |          | Aficionado              |
| Indeportes Cundinamarca-Chía-Cota             |          | Aficionado              |
| Indervalle-Redetrans-Super Giros              |          | Aficionado              |
| Mineralex                                     |          | Aficionado              |
| Movistar Continental                          | MOT      | Continental             |
| UNE-EPM                                       | EPM      | Continental             |

## Etapas
| Etapa       | Fecha       | Recorrido                            | Distancia (km) | Ganador                                       | Líder                      |
| ----------- | ----------- | ------------------------------------ | -------------- | --------------------------------------------- | -------------------------- |
| Prólogo     | 12 de junio | La Ceja - La Ceja                    | 7              | Marlon Pérez                                  | Marlon Pérez               |
| 1.ª etapa   | 13 de junio | La Estrella - Pereira                | 203            | Walter Pedraza                                | Edwin Parra                |
| 2.ª etapa A | 14 de junio | Cartago - Obando                     | 21,7 (CRE)     | Gobernación de Antioquia-Indeportes Antioquia | Julián Rodas               |
| 2.ª etapa B | 14 de junio | Zarzal - Yumbo                       | 126,3          | Byron Guamá                                   | Julián Rodas               |
| 3.ª etapa   | 15 de junio | Yumbo - Caicedonia                   | 146,9          | Juan Alejandro García                         | Óscar Sevilla Julián Rodas |
| 4.ª etapa   | 16 de junio | Caicedonia - Ibagué                  | 116,7          | Félix Cárdenas                                | Félix Cárdenas             |
| 5.ª etapa   | 17 de junio | Ibagué - Bogotá                      | 207            | Juan Pablo Wilches                            | Félix Cárdenas             |
| 6.ª etapa   | 18 de junio | Chía - Paipa                         | 232,2          | Byron Guamá                                   | Félix Cárdenas             |
| 7.ª etapa   | 19 de junio | Duitama - Sogamoso - Paipa - Duitama | 82             | Jarlinson Pantano                             | Félix Cárdenas             |
|             | 20 de junio | Descanso                             | Descanso       | Descanso                                      | Descanso                   |
| 8.ª etapa   | 21 de junio | Duitama - Socorro                    | 199,4          | Óscar Sevilla Félix Cárdenas                  | Félix Cárdenas             |
| 9.ª etapa   | 22 de junio | Socorro - Bucaramanga                | 129,4          | Óscar Sevilla Sergio Henao                    | Sergio Henao               |
| 10.ª etapa  | 23 de junio | El Playón-Barrancabermeja            | 175            | Jairo Cano Salas                              | Sergio Henao               |
| 11.ª etapa  | 24 de junio | Barrancabermeja - Puerto Boyacá      | 189,6          | Freddy González                               | Sergio Henao               |
| 12.ª etapa  | 25 de junio | Puerto Boyacá - La Unión             | 202,6          | Frank Osorio                                  | Sergio Henao               |
| 13.ª etapa  | 26 de junio | Medellín - Alto de Santa Elena       | 18 (CRI)       | Freddy Montaña                                | Félix Cárdenas             |
|             | Total       | Total                                | 2.056,8        |                                               |                            |

## Clasificaciones finales
Las clasificaciones finalizaron de la siguiente forma:

### Clasificación general
| Clasificación general |                    |                                               |                  |
| Ciclista              | Ciclista           | Equipo                                        | Tiempo           |
| --------------------- | ------------------ | --------------------------------------------- | ---------------- |
| 1.º                   | Félix Cárdenas     | GW Shimano                                    | 49 h 36 min 49 s |
| 2.º                   | Giovanni Báez      | EPM-UNE                                       | + 2 s            |
| 3.º                   | Freddy Montaña     | Boyacá Orgullo de América                     | + 36 s           |
| 4.º                   | Sergio Luis Henao  | Gobernación de Antioquia-Indeportes Antioquia | + 1 min 32 s     |
| 5.º                   | Óscar Sevilla      | Gobernación de Antioquia-Indeportes Antioquia | + 1 min 50 s     |
| 6.º                   | Víctor Niño        | EBSA                                          | + 2 min 31 s     |
| 7.º                   | Walter Pedraza     | EPM-UNE                                       | + 2 min 40 s     |
| 8.º                   | Gregory Brenes     | Movistar Team Continental                     | + 4 min 41 s     |
| 9.º                   | Camilo Gómez       | GW Shimano                                    | + 5 min 48 s     |
| 10.º                  | Juan Pablo Wilches | IDRD-Liga de Ciclismo de Bogotá-Formesan      | + 7 min 03 s     |

| Posiciones del 11.º al 20.º |                      |                              |               |
| Ciclista                    | Ciclista             | Equipo                       | Tiempo        |
| --------------------------- | -------------------- | ---------------------------- | ------------- |
| 11.º                        | Edwin Parra          | Boyacá Orgullo de América    | + 7 min 09 s  |
| 12.º                        | Jeffrey Romero       | Boyacá Orgullo de América    | + 7 min 24 s  |
| 13.º                        | Jarlinson Pantano    | Colombia es Pasión-472       | + 7 min 35 s  |
| 14.º                        | Juan Pablo Suárez    | EPM-UNE                      | + 7 min 55 s  |
| 15.º                        | Frank Osorio         | GW Shimano                   | + 8 min 06 s  |
| 16.º                        | Hernán Buenahora     | GW Shimano                   | + 9 min 55 s  |
| 17.º                        | Byron Guamá          | Movistar Team Continental    | + 13 min 53 s |
| 18.º                        | Víctor Hugo González | Formesan-IDRD_Liga de Bogotá | + 17 min 53 s |
| 19.º                        | Jahir Pérez          | Colombia es Pasión-472       | + 19 min 34 s |
| 20.º                        | Freddy Piamonte      | EPM-UNE                      | + 21 min 00 s |

### Clasificación de la montaña
| Clasificación de la montaña |                  |                           |        |
| Ciclista                    | Ciclista         | Equipo                    | Tiempo |
| --------------------------- | ---------------- | ------------------------- | ------ |
| 1.º                         | Walter Pedraza   | EPM-UNE                   | 58     |
| 2.º                         | Fernando Camargo | Boyacá Orgullo de América | 55     |
| 3.º                         | Freddy Montaña   | Boyacá Orgullo de América | 53     |

### Clasificación de las metas volantes
| Clasificación de las metas volantes |                         |                                 |        |
| Ciclista                            | Ciclista                | Equipo                          | Tiempo |
| ----------------------------------- | ----------------------- | ------------------------------- | ------ |
| 1.º                                 | Jefferson Vargas        | Indervalle-Redetrans-Supergiros | 50     |
| 2.º                                 | Jorge Humberto Martínez | Indervalle-Redetrans-Supergiros | 29     |
| 3.º                                 | Remberto Jaramillo      | Formesan-Panachi-Indersantander | 27     |

### Clasificación de la regularidad
| Clasificación de la regularidad |                |                                               |        |
| Ciclista                        | Ciclista       | Equipo                                        | Tiempo |
| ------------------------------- | -------------- | --------------------------------------------- | ------ |
| 1.º                             | Walter Pedraza | EPM-UNE                                       | 126    |
| 2.º                             | Óscar Sevilla  | Gobernación de Antioquia-Indeportes Antioquia | 110    |
| 3.º                             | Félix Cárdenas | GW Shimano                                    | 93     |

### Clasificación de los sub-23
| Clasificación de los sub-23 |                  |                           |                   |
| Ciclista                    | Ciclista         | Equipo                    | Tiempo            |
| --------------------------- | ---------------- | ------------------------- | ----------------- |
| 1.º                         | Jeffrey Romero   | Boyacá Orgullo de América | 49 h 44 min 13 s  |
| 2.º                         | José Jiménez     | EBSA                      | + 50 min 42 s     |
| 3.º                         | Jonathan Paredes | EBSA                      | + 1 h 23 min 44 s |

### Clasificación por equipos
| Clasificación por equipos |                                               |                   |
| Equipo                    | Equipo                                        | Tiempo            |
| ------------------------- | --------------------------------------------- | ----------------- |
| 1.º                       | Boyacá Orgullo de América                     | 147 h 38 min 12 s |
| 2.º                       | EPM-UNE                                       | + 3 min 40 s      |
| 3.º                       | GW Shimano                                    | + 7 min 20 s      |
| 4.º                       | Colombia es Pasión-472                        | + 8 min 28 s      |
| 5.º                       | Gobernación de Antioquia-Indeportes Antioquia | + 9 min 21 s      |